# Binabo Jae
Binabo Jae is een bestuurslaag in het regentschap Padang Lawas van de provincie Noord-Sumatra, Indonesië. Binabo Jae telt 781 inwoners (volkstelling 2010).